# 宝塚市立末成小学校
宝塚市立末成小学校（たからづかしりつすえなりしょうがっこう）は、兵庫県宝塚市にある公立小学校。

## 歴史
- 昭和46年 良元小学校から分離
- 昭和47年 開校（校章・校歌制定、体育館竣工）
- 昭和54年 光明小学校を分離
- 昭和55年 高司小学校を分離
- 平成18年 学校安全優良校の表彰

## 行事
- 5月 春の校外学習・修学旅行（6年・広島）
- 6月 プール開き
- 9月 運動会
- 10月 秋の校外学習・自然学校
- 11月 音楽会（偶数年）・マラソン大会
- 12月 図工展（奇数年）

## 所在地
宝塚市末成町1-1
阪急電鉄小林駅から東へ徒歩15分程度。

## 災害時避難所として
体育館・多目的ホール
収容人数500人

## 通学区域が隣接している学校
- 宝塚市立高司小学校
- 宝塚市立光明小学校
- 宝塚市立末広小学校
- 宝塚市立美座小学校
- 宝塚市立安倉小学校
- 伊丹市立池尻小学校